# Sabine Kirchmayr-Schliesselberger
Sabine Kirchmayr-Schliesselberger (* 23. September 1967 in Wels) ist eine österreichische Rechtswissenschafterin.

## Leben
Von 1985 bis 1991 studierte sie Rechtswissenschaften und Sozial- und Wirtschaftswissenschaften an der Universität Innsbruck. Dort wurde sie 1991 mit der Dissertation Die allgemeine Werbungskostendefinition promoviert. 2003 habilitierte sie sich mit der Schrift Besteuerung von Beteiligungserträgen: Probleme der Abgrenzung von Kapitalertrag und Substanzgewinn bei Anteilen an Kapitalgesellschaften an der Universität Wien. Anschließend war sie von 2004 bis 2010 Universitätsprofessorin für Finanzrecht an der Universität Salzburg. Seit 2010 ist sie Universitätsprofessorin und Vorstand für Finanzrecht an der Universität Wien.
Ihre Forschungsschwerpunkte sind Besteuerung der nationalen und internationalen Kapitalveranlagung, internationale Konzernbesteuerung, Einkommensteuer, Körperschaftsteuer, öffentliches Haushaltsrecht, Finanzausgleich, Digitalisierung im materiellen Steuerrecht, Werbeabgabe, Glückspielabgabe, sonstige Verbrauchsteuern und Rechtsmittelverfahren.

## Schriften (Auswahl)
- Besteuerung von Beteiligungserträgen. Probleme der Abgrenzung von Kapitalertrag und Substanzgewinn bei Anteilen an Kapitalgesellschaften. Wien 2004, ISBN 3-7073-0558-9.
- mit Bernhard Arming: Kapitalveranlagung und Steuern. Handbuch der Besteuerung von Kapitalvermögen. Wien 2006, ISBN 3-85136-081-8.
- mit Gunter Mayr: Grundriss des österreichischen Steuerrechts. Band 1. Wien 2019, ISBN 3-214-05427-9.
- mit Sabine Urnik und Elisabeth Steinhauser: Besteuerung und Wirtschaftsprüfung im Kontext der Digitalisierung. Wien 2020, ISBN 3-7073-4086-4.